# Алондра руда
Ало́ндра руда (Calendulauda burra) — вид горобцеподібних птахів родини жайворонкових (Alaudidae). Ендемік Південно-Африканської Республіки.

## Опис
Довжина птаха становить 19 см, з яких від 6,6 до 8,8 см припадає на хвіст, вага 25-36 г. Довжина дзьоба становить 1,5-1,72 см. Виду не притаманний статевий диморфізм. Верхня частина тіла рудувато-коричнева. смужки на ній відсутні. На обличчі широкі білі смуги, які ідуть від дзьоба до потилиці і далі навколо щок назад до дзьоба. На шоках бурувато-чорні смужки, на горлі біла смуга. Від дзьоба до очей ідуть чорні смужки. Щоки і скроні коричневі, підборіддя і горло білуваті. Груди білуваті, поцятковані темно-коричневими плямками. Решта нижньої частини тіла білувата. Махові пера темно-коричневі з рудувато-коричневими краями. Стернові пера чорнувато-бурі, центральні стернові пера рудувато-бурі. Крайні стернові пера мають рудувато-коричневі края. Очі карі, дзьоб темно-роговий.

## Поширення і екологія
Руді алондри мешкають на північному заході і в центрі Північнокапської провінції та на крайній півночі Західнокапської провінції. Можливо, вони також трапляються на крайньому півдні Намібії. Руді алондри мешкають на піщаних дюнах та на глинистих пустищах, порослих травою і чагарниками. Зустрічаються на висоті від 600 до 1100 м над рівнем моря. Вони живляться комахами, насінням, а також плодами, зокрема ягодами повію. Розмножуються протягом всього року, з піком з серпня по жовтень для західних популяцій та з піком з березня по травень для східних популяцій. Гніздяться на землі, в кладці 2-3 яйця.

## Збереження
МСОП класифікує цей вид як вразливий. За оцінками дослідників, популяція рудих алондр становить 6300 птахів. Їм загрожує знищення природного середовища.